# Radio Comunitaria Amanecer de Caldera
Radio Comunitaria Amanecer es una emisora comunitaria ubicada en el puerto de Caldera, Región de Atacama, Chile. Transmite para Caldera y su litoral a través de la frecuencia 107.9 MHz. y a través de Internet. Es una radioemisora de carácter comunitario y por ende no emite ningún tipo de publicidad comercial. 

## Historia
La historia de Radio Comunitaria Amanecer comienza el año 1993, cuando por iniciativa de la Unión Comunal de Juntas de Vecinos de Caldera, un grupo de calderinos (as) de distintos sectores poblacionales, etarios y sociales de la comuna, fueron capacitados en técnicas radiofónicas, todo esto tenía como objetivo la puesta en marcha en nuestra comuna de una Radio Comunitaria, y así contribuir a la democratización de las comunicaciones.
Actualmente, Radio Comunitaria Amanecer, es de propiedad del Centro Cultural y Radialista Amanecer y es administrada en conjunto con la Unión Comunal de Juntas de Vecinos de Caldera, a través de un consejo de administración en el que están representadas ambas organizaciones.